# نخر الحليمات الكلوية
نخر الحليمات الكلوية أو التنخر الحليمي الكلوي (بالإنجليزية: Renal papillary necrosis) هو شكل من أشكال اعتلال الكلية الذي ينطوي على نخر الحليمة الكلوية. وتحدث الآفات التي تميز النخر الحليمي الكلوي نتيجة ضعف إمدادات الدم، وبالتالي نقص التروية؛ فيحدث النخر وينتشر لاحقًا.

## الأعراض والعلامات
الأعراض (والعلامات) التي تتفق مع النخر الحليمي الكلوي هي:
- ألم في الظهر
- بول قاتم
- قطع من الأنسجة في البول
- حمة
- التبول المؤلم وكثرة مرات التبول
- سلس البول

## الأسباب
من حيث السبب، فتقريبا أي حالة تنطوي على نقص التروية يمكن أن تؤدي إلى نخر حليمي كلوي. وتشمل الأسباب:
التهاب الحويضة والكلية، وانسداد الجهاز البولي التناسلي، وفقر الدم المنجلي، والسل، وتشمع الكبد، وتعاطي الكحول، وتجلط الأوردة الكلوية، ومرض السكري، والتهاب الأوعية الدموية النظامية.
وفي كثير من الأحيان، يكون مريض النخر الحليمي الكلوي لديه العديد من الأسباب التي تعمل بالتآزر لتحقيق المرض.
اعتلال الكلية بسبب المسكنات هو سبب شائع للنخر الحليمي الكلوي. ويكون الضرر تراكمي، حيث يكون معظم مرضى النخر الحليمي الكلوي قد ابتلعوا ما لا يقل عن 2 كجم من المسكنات في الماضي. وتكون نسبة الخطر أعلى مع الفيناسيتين (التي تم سحبها من السوق في الولايات المتحدة) والباراسيتامول (الاسيتامينوفين) مقارنة بالأسبرين وغيره من مضادات الالتهاب غير الستيروئيدية.

## الفيزيولوجيا المرضية
يمكن أن تكون الفيزيولوجيا المرضية لهذا المرض نتيجة اعتلال الكلية بسبب المسكنات، والذي بدوره ينتج من استخدام الأسبرين على المدى الطويل. إنها سلسلة من قفل الأوعية الدموية، وتشنجها، ثم العدوى، وأخيرا الانسداد مما يؤدي إلى نخر الحليمات الكلوية.

## التشخيص

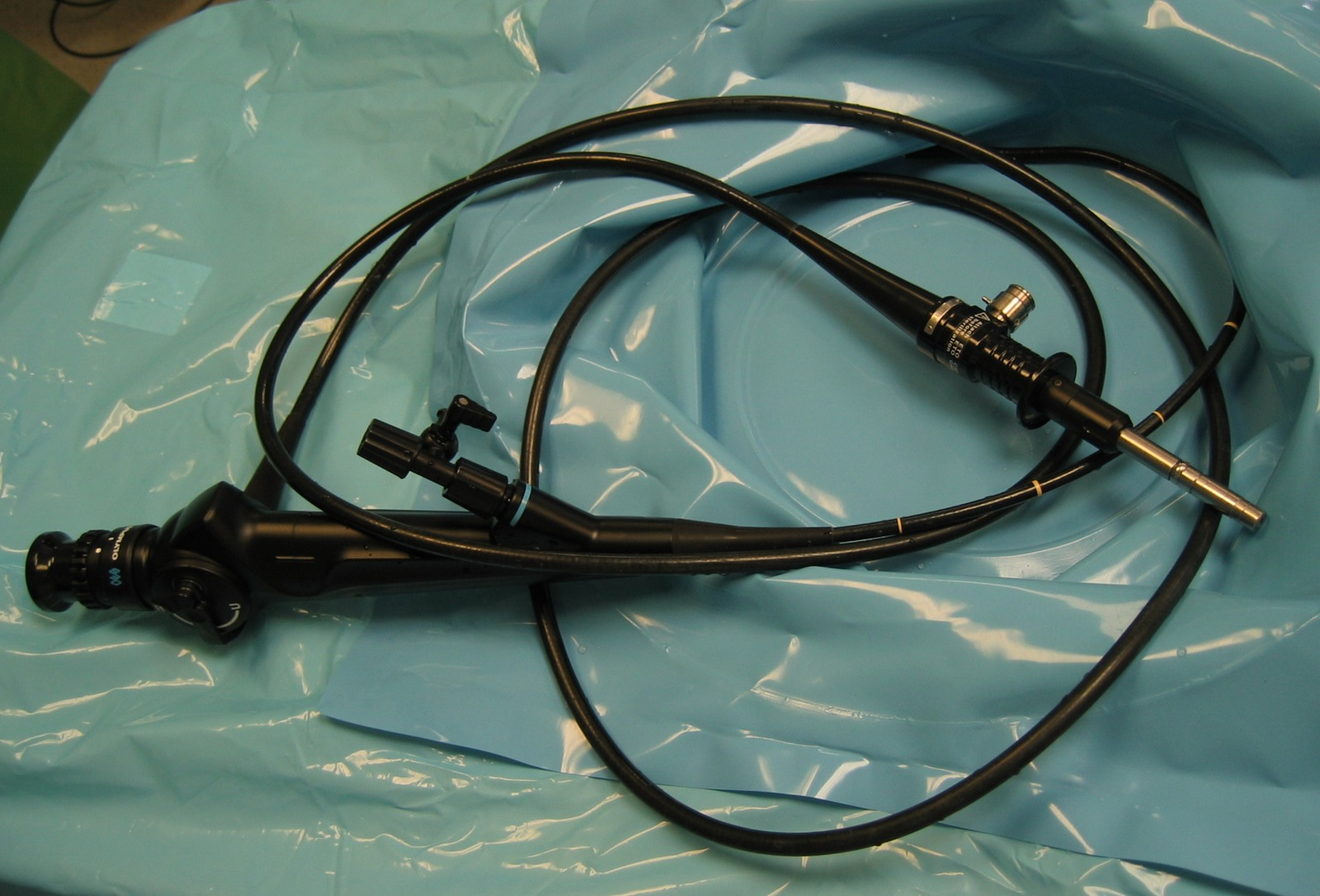
منظار المثانة

الأفراد الذين يعانون من النخر الحليمي الكلوي بسبب الاستخدام الزائد للمسكنات لديهم نسبة خطر مرتفعة للإصابة بالأورام الظهارية، وبالتالي فحص خلايا البول أمر مفيد. ومن حيث التصوير، يمكن التعرف على هذه الحالة عن طريق تصوير الحويضة الرجعي (retrograde pyelography). وبالتالي يتم تشخيص نخر الحليمات الكلوية عن طريق:
- تحليل البول
- عدد خلايا الدم
- فحص خلايا البول
- التصوير (مع التباين الوريدي)
- تنظير المثانة
- تنظير الحالب

## العلاج
علاج النخر الحليمي الكلوي هو علاج داعم، ويمكن التعامل مع أي عرقلة (في مجرى البول) باستخدام الدعامة. ولا ترتبط هذه الحالة باحتمال عالي لحدوث الفشل الكلوي. السيطرة على العدوى أمر مهم، وبالتالي بدأ العلاج بالمضادات الحيوية، وذلك لتجنب الجراحة (يجب أن تكون العدوى لا تستجيب).